# Brahojos de Medina
Brahojos de Medina és un municipi de la província de Valladolid a la comunitat autònoma espanyola de Castella i Lleó. De 1991 a 2014 va perdre 37% dels seus habitants.
| 1991 | 1996 | 2001 | 2004 | 2014 |
| ---- | ---- | ---- | ---- | ---- |
| 207  | 189  | 170  | 166  | 131  |